# Il grande silenzio (film 1968)
Il grande silenzio è un film del 1968 diretto da Sergio Corbucci.

## Trama
A fine ottocento, nello Utah, un gruppo di banditi si nasconde nei boschi, in attesa di un'imminente amnistia che scagioni molti di loro da reati che non hanno commesso. Il cinico Pollycut, che vuole lucrare sugli interessi che lo Stato gli riconosce nel caso anticipasse i soldi delle taglie ai cacciatori di teste, approfitta del fatto che per ora le taglie siano ancora sulle loro teste per far sì che un esercito di bounty killer si metta sulle loro tracce. Tra gli sfortunati c'è il marito di Pauline Middelton, un nero, costretto al furto e divenuto fuorilegge perché Pollycut gli negò un prestito. Questi viene ucciso da Tigrero, uno dei più feroci bounty killer nella zona, assieme ad altri tre banditi che, stanchi di aspettare l'amnistia e mossi dalla fame, si recano in paese a loro rischio e pericolo.
Pauline, decisa a vendicarsi, manda a chiamare un pistolero che è il terrore dei cacciatori di taglie: costui è chiamato Silenzio perché "dopo che passa lui c'è solo il silenzio della morte", ma anche perché da bambino gli sono state recise le corde vocali affinché non raccontasse a nessuno di come i genitori furono crudelmente colpiti a tradimento da tre bounty killer (uno dei tre, l'unico ancora in vita, era Pollycut). Silenzio, armato di una Mauser a dieci colpi trasformata in una piccola mitragliatrice, agisce in modo da non aver guai dalla legge: provoca la persona che deve uccidere finché questi estrae la pistola, poi, con i suoi riflessi pronti e con la velocità della sua pistola automatica, Silenzio estrae per secondo e uccide l'avversario, avendo la scusante dell'autodifesa; a volte risparmia la sua vittima, ma in quel caso fa comunque saltare i pollici al malcapitato, per impedirgli di impugnare una pistola per il resto della vita (a Pollycut infatti manca il pollice della destra.)
Silenzio chiede mille dollari per uccidere Tigrero. Per recuperare la cifra Pauline si reca da Pollycut proponendogli di vendergli la casa; questi si mostra estremamente disponibile, ma solo in cambio di favori sessuali da parte di lei che, disgustata, se ne va, proponendo lo stesso "prezzo" a Silenzio. I due diventano così amanti.

Una scena del film

Nel frattempo il governatore decide di mandare in paese un nuovo sceriffo, Gideon Corbett, per eliminare una volta per tutte la pratica dei bounty killer, ma l'inizio non è dei migliori, poiché durante il viaggio i banditi gli rubano il cavallo per nutrirsene. Dopo una lunga marcia, Corbett sale sulla diligenza che sta trasportando Tigrero e Silenzio. Corbett è negativamente colpito da Tigrero, sia per il carattere, cinico e sbruffone, sia per le continue soste nelle quali recupera i diversi cadaveri che ha lasciato nella neve in vari punti del tragitto. Una volta giunti in paese Corbett gli nega il pagamento delle taglie e avvia delle indagini affinché tutto avvenga "nella completa legalità".
In seguito ad una rissa con Silenzio, Tigrero viene arrestato dallo sceriffo, ben deciso a portarlo in un penitenziario e dare così un esempio a tutti gli altri cacciatori di taglie, non prima di aver ordinato a Pollycut e ad altri cittadini di lasciare fuori dal paese un carico di viveri da lasciare ai banditi, in modo che non diano più fastidio. Durante il tragitto Tigrero con una scusa riesce a fermarsi, recuperando un fucile precedentemente nascosto, e a sparare sul sottile strato di ghiaccio sul quale si trova lo sceriffo, facendolo sprofondare nelle acque gelide. Successivamente raggiunge gli altri bounty killer, avvisandoli che potranno fare man bassa di taglie perché i banditi stanno per scendere in massa al paese.
Nel frattempo Pollycut e il suo aiutante entrano in casa di Pauline e, dopo aver bruciato la mano destra di Silenzio, cercano di violentare Pauline, ma il muto riesce a liberarsi, a ustionare l'aiutante e a uccidere Pollycut. Tigrero, messo al corrente dei fatti, non uccide i banditi catturati, bensì li rinchiude nel saloon aspettando che Silenzio si faccia vivo. Non appena si incontrano, Silenzio viene ferito da due complici di Tigrero che, vedendo che il suo avversario non può difendersi, gli dà il colpo di grazia. Pauline, che lo aveva seguito scongiurandolo di non cadere nella trappola, si butta disperata su Silenzio e afferra la sua pistola puntandola contro Tigrero, che uccide pure lei. Poi, assieme agli altri bounty killer, uccide freddamente tutti gli ostaggi prima di lasciare il paese.
La scritta finale rivela che il massacro dei banditi e la morte di Silenzio e Pauline hanno indotto le autorità locali ad abolire il sistema delle taglie, e a condannare i bounty killer come criminali che si erano approfittati della legge per spargere violenza. Nella morte, Silenzio è finalmente riuscito a porre fine al barbarico sistema delle taglie, diventando così un martire.

### Finale alternativo
Quando i produttori dell'Adelphia appresero che il finale del film prevedeva la morte del protagonista pregarono Sergio Corbucci di predisporne uno alternativo, nel quale Silenzio sopravvive. Il regista finse di cedere alle pressioni e girò una diversa conclusione della storia con l'arrivo inaspettato dello sceriffo Corbett con un fucile (nonostante nella scena prima non avesse il fucile e il suo cavallo fosse fuggito terrorizzato da Tigrero). Silenzio non ha più la mano destra ustionata, perché protetta da un guanto d'acciaio (che prima non aveva). Corbett e Silenzio uccidono senza sforzo Tigrero e tutti i “cattivi”. Corbucci lo fece senza impegno e il risultato fu talmente poco credibile che quelle sequenze non arrivarono neppure in sala di montaggio.

## Produzione

### Luoghi delle riprese
Gli esterni vennero girati interamente nelle località dolomitiche di Auronzo di Cadore, Misurina, Cortina d'Ampezzo e San Cassiano in Badia.

### Cast
In origine erano previsti Ernest Borgnine al posto di Kinski, Paola Pitagora al posto di McGee, Gastone Moschin al posto di Wolff e Franco Nero al posto di Trintignant, che però era in America per realizzare il film Camelot.

### La pistola di Silenzio
Silenzio utilizza una Mauser da 7,63 mm, più conosciuta come "Broomhandle", una pistola semi-automatica fabbricata dal 1896 al 1936 in Germania, che ha tra le sue particolarità il caricatore posto davanti al grilletto e la lunga canna. Il nomignolo di "Broomhandle" deriva dal fatto che ha l'impugnatura (handle) simile a un manico di scopa (broom).

## Distribuzione
A causa della quantità di violenza in esso presente, Il grande silenzio fu vietato ai minori di 18 anni in Italia, limitandone quindi gli incassi al botteghino, essendo inoltre uscito nelle sale italiane sotto le feste natalizie. Il film ottenne risultati migliori sul mercato francese e su quello tedesco-occidentale, in gran parte grazie alla presenza di Trintignant e di Kinski.

## Citazioni e omaggi
Nel fumetto Durango viene indicata la fine di Tigrero. Infatti quando il protagonista compra la sua arma, una Mauser, l'armaiolo lo ammonisce che l'arma porta sfortuna poiché i due precedenti proprietari sono morti, affermando che il primo era un pistolero muto che fu ucciso da un bounty killer, che si impossessò della sua pistola e venne a sua volta ucciso dai ranger.
Il film è servito di ispirazione al regista Quentin Tarantino per il suo film The Hateful Eight, nel quale si possono notare molti riferimenti alla pellicola.